# 173计划
173计划，正式名称为降低商务成本试点区计划，是上海市于2003年起推行的一项工程，旨在降低商务成本以发展制造业，因试点区域总面积为173平方公里而得名。

## 背景

### 商务成本提升
1991至2001年间，城镇和农村人均年可支配收入增长分别为17.5％和11.3％，同时上海市的土地价不断升高，导致上海的商务成本在中国属于最高的城市之一。根据上海市政府发展研究中心的一项研究表明，上海商务成本的较快上升会成为制约经济发展的最大风险。。复旦大学中国经济研究中心主任张军曾承担了一个官方资助的研究项目，在2002年已经得出结论：上海的劳动生产率已然落后于江浙，在制造业的竞争力方面已经没有优势。
去年随着成本提升，一些知名的企业开始离开上海，向长三角的其他城市迁移。上海市统计局总经济师蔡旭初在日前举行的市政府新闻发布会上坦承，上海在吸引外资方面“可以说是处于一个低谷”。
2001年，上海实际利用外资43.99亿美元；江苏73.5亿美元；浙江45.2亿美元。到了2002年，上海实际利用外资50.3亿美元，江苏103.66亿美元，浙江47亿美元，上海对于外资的吸引力逐渐下降。与此同时，上海的GDP增长落后华东地区绝大部分省份，出口增长和实际利用外资都低于全国平均水平。

### 制造业与服务业的权衡
以国际化大都市自诩的上海在服务业发展方面出现了徘徊不前的局面。在2004年6月2日举行的落实“加快上海现代服务业”政协重点提案座谈会上，上海市发展改革委员会副主任陈寅首次向外界公开透露说，2003年，上海服务业增加值占GDP的比重为48.4%，比2002年的51%下降了2.6个百分点。上世纪90年代以来，上海服务业年均增长保持在13.8%左右，但在2001-2003年的3年中，上海服务业发展速度不断变慢，2003年的下降，是上世纪90年代以来出现的首次下降。而上海喜欢拿来横向比较的国际化大都市，如纽约、伦敦，它们的服务业占GDP的比重均超过85%。
既然无法依靠服务业引领经济发展，制造业依旧保持了在上海市经济的重要地位。

## 实施
2002年6月10日，上海市市长陈良宇在上海市人民政府工作会议上提出，以嘉定、青浦、松江的工业园区为试点，降低上海的商务成本。
2003年4月23日，在上海市政府专题情况通报会上，上海市宣布降低商务成本试点园区的规划用地面积为173平方公里，并对园区内的重点新增企业给予财税方面的更多优惠。
2003年5月13日，上海市财税局、上海市房地产资源管理局、上海市外国投资工作委员会、上海市工商局、上海市物价局、上海市财政局共六部门正式与嘉定、青浦、松江签订《关于推进落实试点园区降低商务成本政策备忘录》。青浦区副区长杨劲松在接受采访说，上海市政府领导作了如下表态：该给你们的政策都给，上海没有的政策，别人有的，你们尽管提出来，我们都会考虑。
按照计划，整个试点区域将在3-5年的时间里建设完成。嘉定确立了产业规划的三大板块：以汽车制造、研发、交易和F1赛车经济为主导的汽车板块；马陆、南翔区域的光电子板块；北部的先进制造业基地。青浦已经决定，降低商务成本的试点区在产业导向上将重点培育电子信息、现代纺织、生物医药和精密机电等四大产业。松江工业区东部开发有限公司副总经理陆斌估算，松江3年内土地平整和基础设施建设的费用在人民币20亿元左右。

## 各方反应
由于上海市推出的这个政策使得与周围城市在吸引外资方面竞争加剧，招致了不少反对。
2003年7月16日，太仓市计委召开了一个由市委副书记、副市长、体改办主任、研究室主任参加的特别会议，议题为173计划对于太仓的影响和应对措施。中共苏州市委研究室对173计划的评价为：在长三角地区14个城市试图借力上海、融入上海的时候，上海建立这个新的“经济特区”，是在世界制造业大转移的背景下，寻求新一轮发展的关键步骤，将与江苏、浙江展开全新形式的竞争，必然导致长三角引资格局、产业布局等发生重大变化。
昆山经济技术开发区招商局负责欧美招商的缪先生说认为，上海的173计划毫无疑问会给昆山带来冲击。
上海市政府虽未明确取消此173计划，但实际上，随着媒体的逐渐停止宣传，此计划以夭折告终。